# .lc
.lc è il dominio di primo livello nazionale assegnato a Saint Lucia.
Il dominio è usato come domain hack per alcune società di capitali, in quanto abbreviazione di limited company.

## Domini di secondo livello
Sono disponibili i seguenti domini di secondo livello:
- .com.lc
- .org.lc
- .net.lc
- .co.lc
- .edu.lc
- .gov.lc